# Imago (biologie)

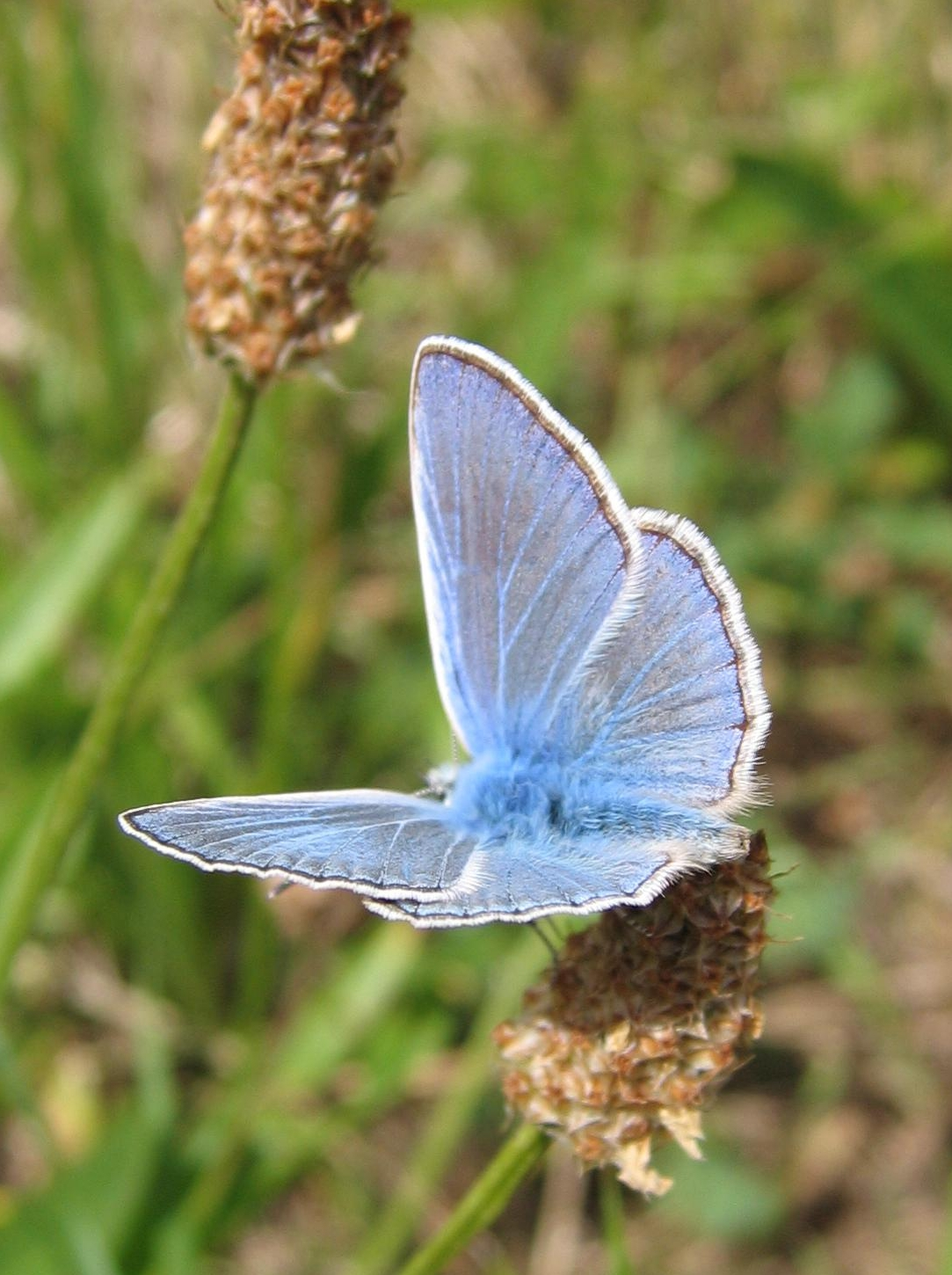
Imago van het icarusblauwtje

Imago (meerv. imagines) is de naam voor een volwassen insect na metamorfose. Het is in staat zich voort te planten. Bij gevleugelde soorten zijn pas in dit stadium functionele vleugels aanwezig.
De metamorfose (gedaanteverwisseling) kan onvolledig of volledig zijn. Insectensoorten met een volledige metamorfose hebben een larve- en popstadium; bij onvolledige metamorfose spreekt men van een nimfstadium (of -stadia).
Bij veel insecten is het geslacht pas te bepalen bij de imago, zoals vlinders en kevers, waarbij de mannetjes vaak duidelijk van de vrouwtjes zijn te onderscheiden. Vaak krijgen de volwassen wordende dieren allerlei kleuren (vlinders), hoorns (kevers), stekels of haren (hommels), vleugels (libellen), groeven in het lijf om geluid mee te maken (sprinkhanen en cicaden) et cetera.
Bij insecten leven geslachtsrijpe dieren meestal enkele maanden; met uitzondering van soorten die als imago overwinteren. Enkele kevers halen drie jaar. Cicaden van het geslacht Magicicada hebben een ontwikkelingsduur van 13 of 17 jaar.
De larven of nimfen vreten zich vol, en na de metamorfose is voedsel zoeken voor veel soorten ondergeschikt aan een partner zoeken. De eendagsvlieg, sommige mottensoorten en de meeste langpootmuggen hebben als imago geen monddelen en kunnen geen voedsel opnemen. Deze dieren leven als imago dan ook niet lang. Hun enige taak is het zoeken van een partner en het leggen van eieren. Andere insecten, zoals de honingbij, kunnen als imago maanden oud worden.
Hoewel veel insecten maar een kort leven hebben als imago, leven ze in totaal wel enige tijd. De larve van de eendagsvlieg leeft een jaar onder water. Met een larvetijd van vier weken, poptijd van een halve week en een vier weken levend imago is waarschijnlijk de (huis)vlieg het kortst levende insect.